# Ribose-1-phosphate
Le ribose-1-phosphate est un dérivé phosphorylé du ribose apparaissant au cours du métabolisme des pyrimidines ainsi qu'au cours de celui du nicotinate et du nicotinamide. Il peut se former à partir d'adénosine ou de guanosine sous l'action de la purine nucléoside phosphorylase mais peut également intervenir comme donneur de ribose dans la biosynthèse de la xanthosine sous l'action de cette même enzyme ; l'action de la guanine désaminase est déterminante dans le processus de conversion de la guanosine en xanthosine, ce qui offre un contournement à l'absence de guanosine désaminase chez les mammifères. Le résidu de ribose activé du ribose-1-phosphate issu de la dégradation des nucléosides à purines peut être transféré à l'uracile et, en présence d'ATP, être utilisé pour la synthèse de nucléotides pyrimidiques. Les nucléosides à purines peuvent ainsi servir de donneurs de ribose pour la voie de sauvetage des bases pyrimidiques.